# Alouette (canción)
«Alouette» (Alondra) es una canción popular infantil francesa muy conocida en Francia, Bélgica y Quebec.  
La letra habla de una alondra que va siendo desplumada: la cabeza, el pico, los ojos, el cuello, las alas, la cola, la espalda, etc.